# Ludvig II av Bourbon
 Ludvig II av Bourbon, född 1337, död 1410, var regerande hertig av Bourbon 1356-1410.